# Serpulorbis squamolineatus
Serpulorbis squamolineatus là một loài ốc biển, là động vật thân mềm chân bụng sống ở biển trong họ Vermetidae.

## Miêu tả
Độ dài vỏ lớn nhất ghi nhận được là 60 mm.

## Môi trường sống
Độ sâu nhỏ nhất ghi nhận được là 400 m. Độ sâu lớn nhất ghi nhận được là 400 m.